# Michael Gloor
Michael Gloor es un deportista suizo que compitió en vela en la clase Tornado. Ganó una medalla de plata en el Campeonato Mundial de Tornado de 2019 y una medalla de bronce en el Campeonato Europeo de Tornado de 2017.

## Palmarés internacional
| Campeonato Mundial | Campeonato Mundial       | Campeonato Mundial | Campeonato Mundial |
| Año                | Lugar                    | Medalla            | Clase              |
| ------------------ | ------------------------ | ------------------ | ------------------ |
| 2019               | Takapuna (Nueva Zelanda) | Medalla de plata   | Tornado            |
| Campeonato Europeo |                          |                    |                    |
| Año                | Lugar                    | Medalla            | Clase              |
| 2017               | Dervio (Italia)          | Medalla de bronce  | Tornado            |